# Football Club Stabiese 1931-1932
Questa pagina raccoglie i dati riguardanti il Football Club Stabiese  nelle competizioni ufficiali della stagione 1931-1932.

## Rosa
| N. |                   | Ruolo | Calciatore       |
| -- | ----------------- | ----- | ---------------- |
|    | Italia (bandiera) | C     | Stefano Avallone |
|    | Italia (bandiera) | D     | Berbabei         |
|    | Italia (bandiera) | D     | Catello Bisogni  |
|    | Italia (bandiera) | A     | Italo Carotenuto |
|    | Italia (bandiera) | D     | Giovanni Celoro  |
|    | Italia (bandiera) | A     | De Martino (IV)  |

| N. |                   | Ruolo | Calciatore          |
| -- | ----------------- | ----- | ------------------- |
|    | Italia (bandiera) | C     | Roberto Di Martino  |
|    | Italia (bandiera) | A     | Matteo Esposito     |
|    | Italia (bandiera) | C     | Romolo Donnarumma   |
|    | Italia (bandiera) | P     | Armando Improta     |
|    | Italia (bandiera) | C     | Umberto Terracciano |